# Seksualne neurozy naszych rodziców
Seksualne neurozy naszych rodziców (niem. Die sexuellen Neurosen unserer Eltern, wystawiane w Polsce również pod tytułem Witaj, Dora) – napisana po niemiecku sztuka teatralna autorstwa szwajcarskiego pisarza Lukasa Bärfussa. Światowa prapremiera sceniczna utworu miała miejsce 13 lutego 2003 roku w Bazylei, zaś polska 27 października 2013 roku w Toruniu. 

## Opis fabuły
Główną bohaterką jest Dora, głęboko niepełnosprawna umysłowo młoda kobieta. Przez ostatnie lata za sprawą podawanych jej leków pozostawała w ciągłym otępieniu, jednak teraz, decyzją jej matki i nowego lekarza, zostają one odstawione. Dora na nowo budzi się do życia, zaczyna wyrażać własne uczucia i emocje, ale zarazem jest niezwykle podatna na wpływ innych. Jednocześnie odkrywa również swoją seksualność. Platonicznie podkochuje się w niej właściciel sklepu warzywnego, w którym Dora pracuje. Pewnego dnia dziewczyna poznaje w sklepie dużo starszego od siebie mężczyznę, który postanawia wykorzystać jej naiwność. 

## Inscenizacje w Polsce
Pierwsze polskie wystawienie sztuki, przetłumaczonej przez Izabelę Rozhin, odbyło się 27 października 2013 roku w Teatrze im. Horzycy w Toruniu pod zmienionym tytułem Witaj, Dora. W spektaklu wyreżyserowanym przez Krzysztofa Rekowskiego wystąpili Julia Sobiesiak (Dora), Agnieszka Wawrzkiewicz (matka Dory), Marek Milczarczyk (ojciec Dory), Paweł Tchórzelski (szef Dory), Paweł Kowalski (lekarz), Ewa Pietras (matka szefa) i Tomasz Mycan (elegancki mężczyzna).  
14 września 2018 roku odbyła się premiera drugiej polskiej inscenizacji, wystawionej w Teatrze im. Jaracza w Łodzi i zachowującej wierne tłumaczenie oryginalnego tytułu. Reżyserem był Waldemar Zawodziński, zaś w obsadzie znaleźli się Natalia Klepacka (Dora), Urszula Gryczewska (matka Dory), Mariusz Witkowski (ojciec Dory), Robert Latusek (szef Dory), Mariusz Siudziński (lekarz), Zofia Uzelac (matka szefa) i Bogusław Suszka (elegancki pan).